# Hyperius castanescens
Hyperius castanescens är en skalbaggsart som beskrevs av Leon Fairmaire 1891. Hyperius castanescens ingår i släktet Hyperius och familjen Melolonthidae. Inga underarter finns listade i Catalogue of Life.